# أمستردام- سينتروم
أمستردام- سينتروم أو وسط أمستردام هو حي يقع في قلب أمستردام، هولندا. أنشئ في عام 2002، كان أمستردام سنتروم آخر منطقة في المدينة منح الحكم الذاتي. ومساحته فقط 8.04 كم 2، ويغطي قلب المدينة القديم وقنوات أمستردامالمدرج تابع لليونسكو.

## معرض صور

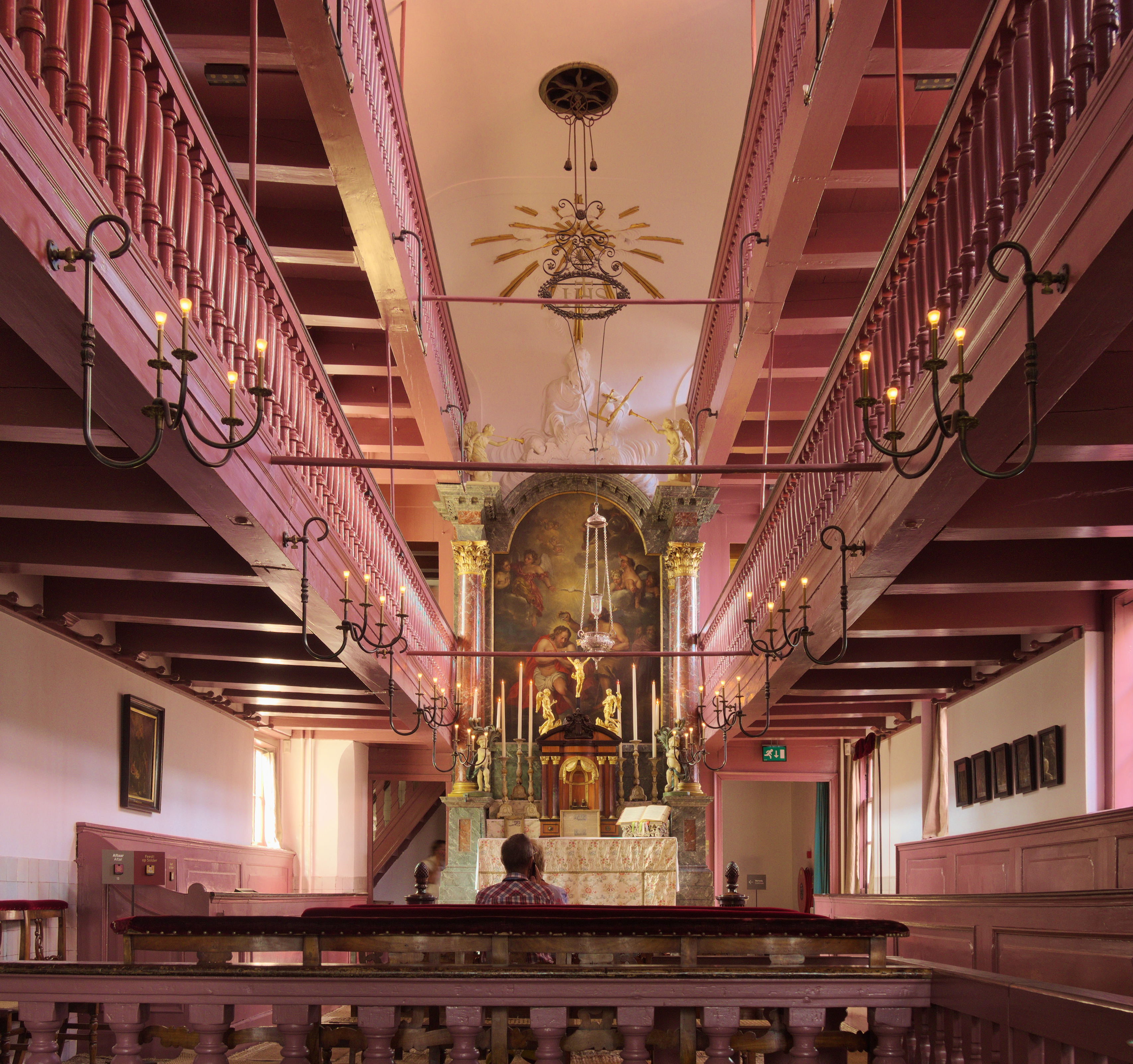
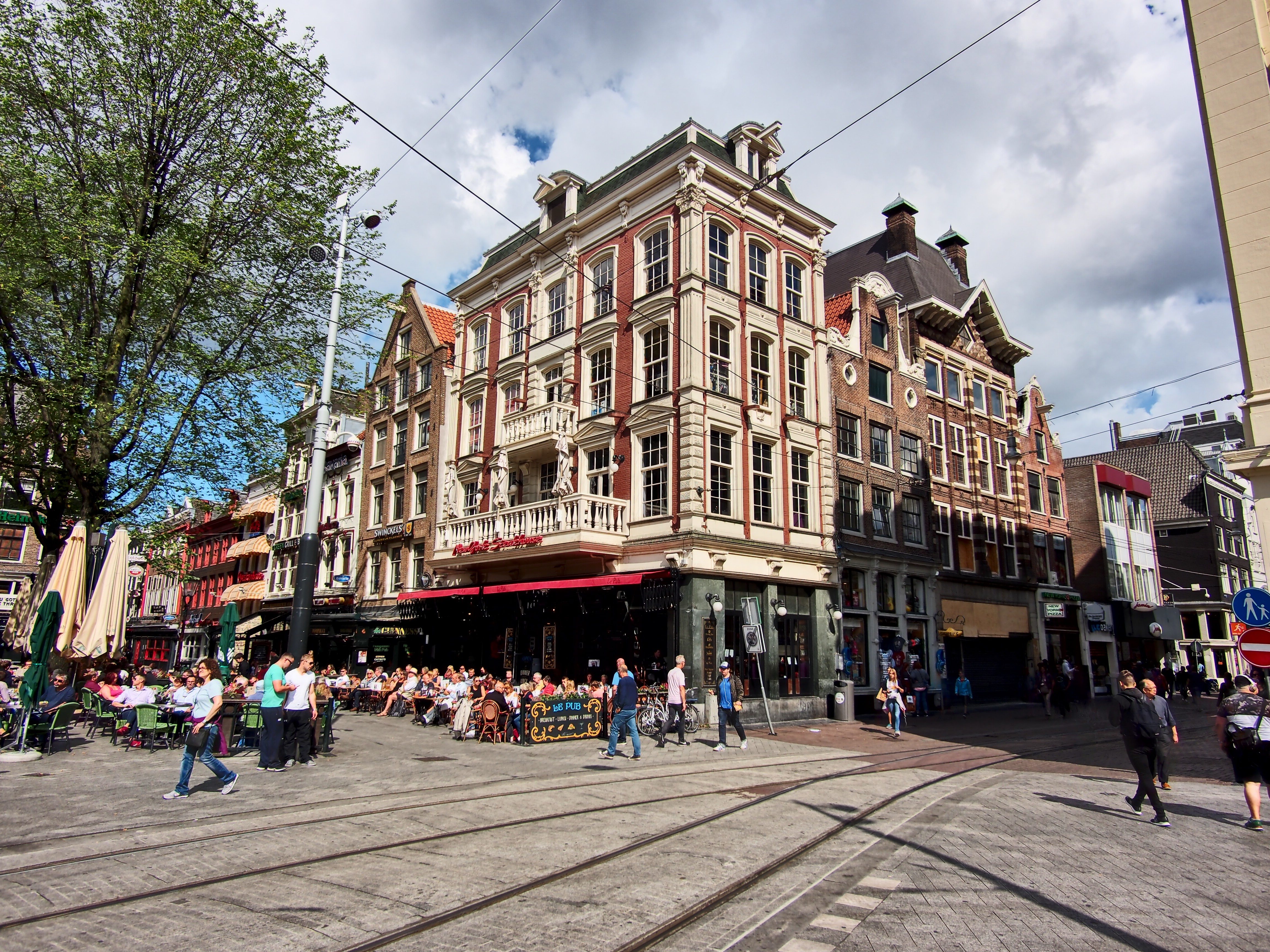
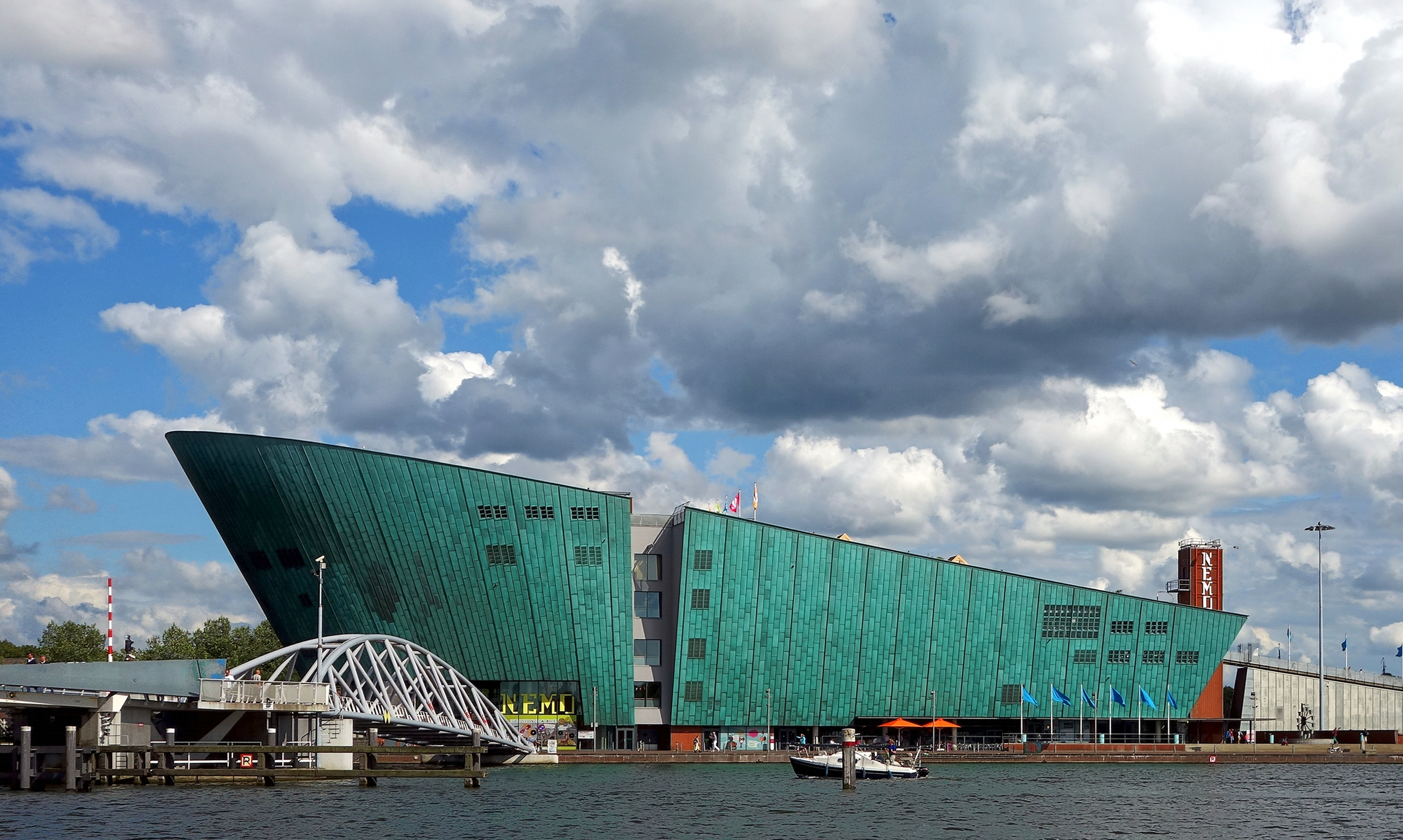
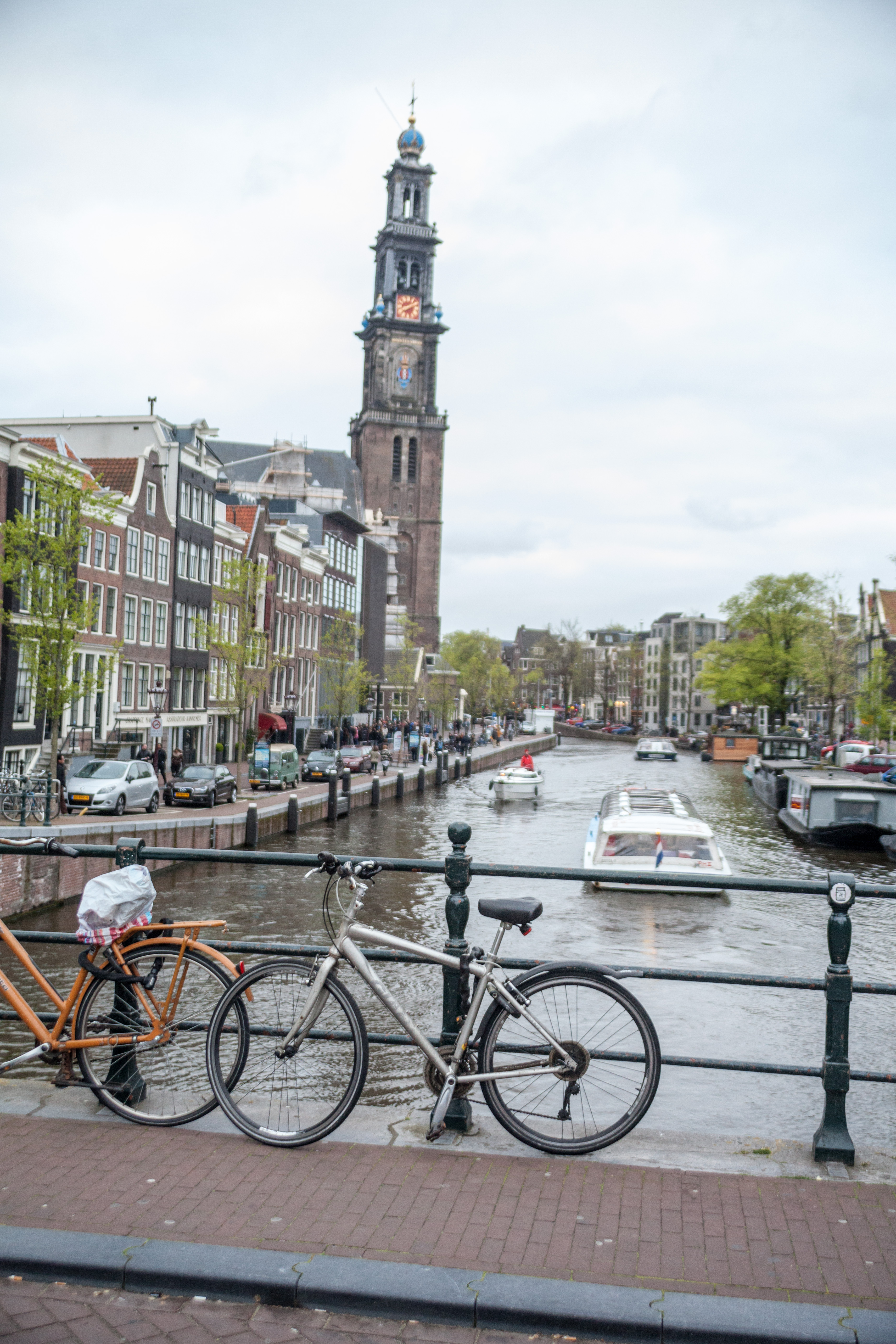
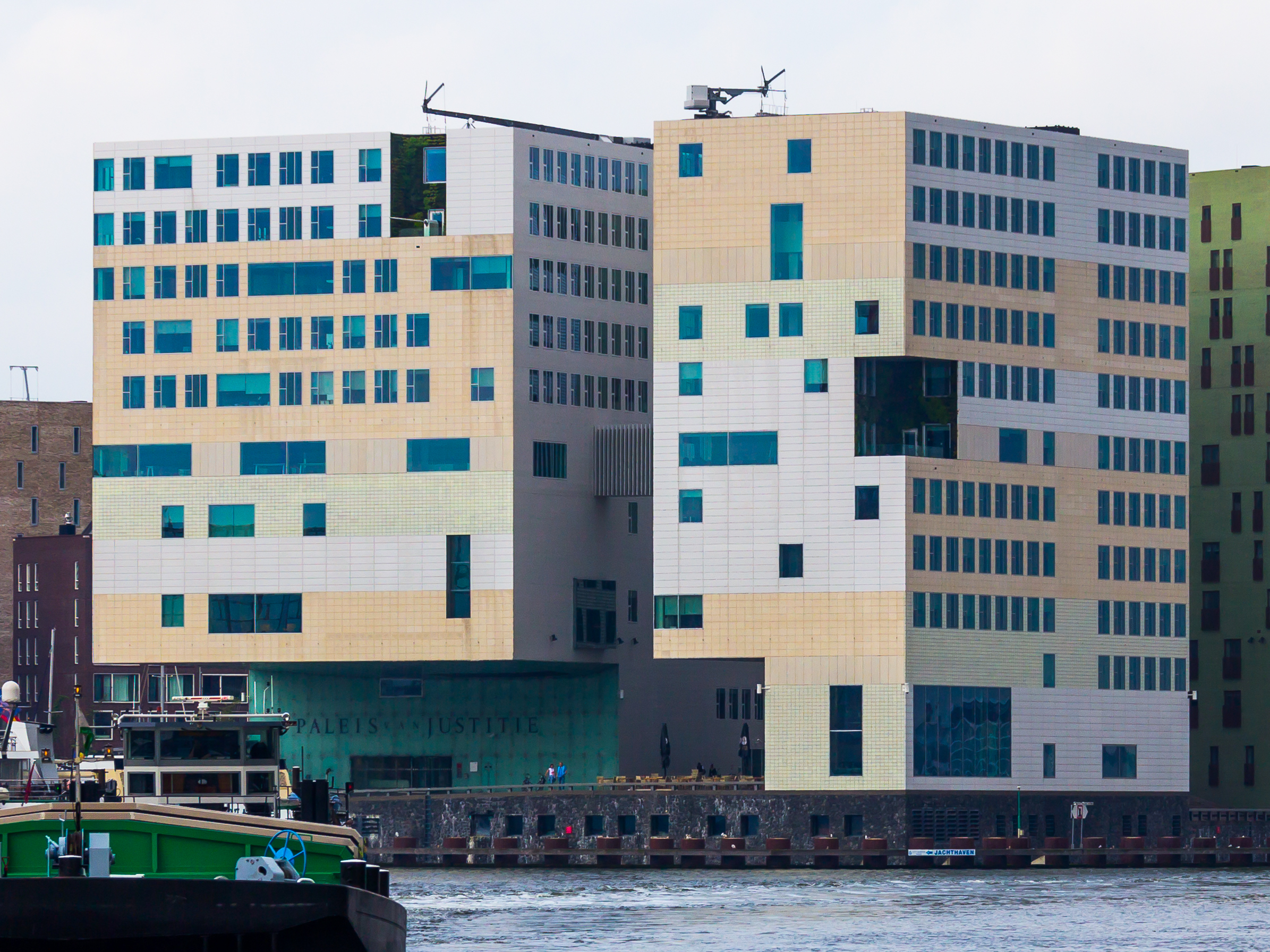